# Maglemosekulturen
Maglemosekulturen är en arkeologisk kulturgrupp från tidigmesolitikum och boplatserna från denna kultur utgör de äldsta mesolitiska boplatserna i Sverige. Maglemosekulturen dateras till omkring 9500 - 6000 f.Kr., det vill säga mitten av preboreal tid till början av atlantisk tid. Kulturens utbredning sträcker sig från England, över Doggerland till Danmark, norra Tyskland och delar av Polen samt sydligaste Sverige.

## Kronologi
Maglemosekulturen delas traditionellt in i fem undergrupper, baserade på redskapsinventariet. Grupp 1-3 har ansetts utgöra en äldre fas och 4-5 en yngre . Dessa grupper kännetecknas av: 1, Grova mikrospånkärnor, små runda skivskrapor, lancettmikroliter. 2, Fina koniska mikrospånkärnor, små runda skivskrapor, lancett- och trekantsmikroliter. 3, Främst fina koniska mikrospånkärnor, ett visst insteg för kölskrapor, övervägande del triangulära mikroliter. 4, Kölskrapor och handtagskärnor, mikroliter som i grupp 3 men mindre eftersom handtagskärnorna ger mindre och smalare spån. 5, Den triangulära mikrolitens kortaste sida blir längre, nästintill likbent. Denna kronologiska uppdelning har på senare tid ifrågasatts, bland annat av Mikkel Sørensen, som delar in kulturen i fyra teknokomplex 

## Boplatser  i Skåne och näringsfång
Linnebjer och Öbacken är bland de äldsta boplatserna från maglemosekulturen på skånsk mark. Man hittade där lancettmikroliter av mikrospån som började att uppträda i sydskandinavien i slutet av preboreal tid kring ca 8200 f.Kr. Från Skåne finns flera lokaler med denna artefakttyp kända. Öbacken och Linnebjär är två boplatser med en datering till ca 8100 f.Kr. Något yngre är Ageröd IB som daterats till mellan 7600 och 7300 f.Kr. Flera boplatser i Bare mosse i Svalövs socken och Ageröds mosse  och Rönneholms mosse vid Ringsjön i Skåne härstammar från denna kultur. Dessa mindre säsongsboplatser, mossboplatser liknar mycket den danska fyndplatsen Maglemose (även kallad Mullerup Mose, vid Mullerup på västra Själland) som kulturen har fått sitt namn uppkallad efter. Dessa boplatser låg ofta vid de näringsrika igenväxande sjöarna där tillgången på ätbara födoämnen var särskilt stort och man kunde ägna sig åt fiske, fågeljakt, äggsamling, storviltjakt och det var lätt att samla olika ätliga växter.

## Anderstorp och Nennesmo i Småland
Boplatsen vid Lövås i Anderstorp  var belägen längst in i en trång vik i Nissaissjön några kilometer norr om Nennesmo.  Anläggningar hittades inte vid undersökningen. Närmare 5 000 fynd i form av avslag och redskap av flinta och bergart, enstaka brända ben, skörbrända kokstenar och hasselnötsskal. Redskapen var trindyxor av bergart som verkar förekomma tidigt i Smålands mesolitikum. Spån, mikrospån, avslag, splitter, sticklar, en borr, olika typer av kärnor, skrapor och mikroliter. Endast en flintyxa påträffades, en kärnyxa Lövås och Nennesmo i Jönköpings län är bland de nordligaste funna  boplatserna medMaglemosekultur i Sverige. Utgrävarna ansåg att det var den östligaste kända Sandarnaboplatsen i Sverige , . Tolkningen av materialet ändrades till Maglemose, och det blev resultatet efter fyndet av den närbelägna lokalen Nennesmo, som undersöktes i början av 2000-talet. Boplatsen låg en gång på en halvö längs med en strandremsa. Fyndmaterialet bestod av närmare 15 000 flintor. Till materialet hörde bland annat lancettmikroliter, hullingspetsar, trekantsmikroliter, spån, mikrospån, avslags- och spånskrapor samt koniska spån- och mikrospånkärnor. Spåren visar att materialet var väl utnyttjat och att man varit noga med att ta tillvara flintan.Båda lokalerna uppvisar bland annat ett flintmaterial av typisk Maglemosekaraktär.

## Boplatser
Boplatsernas  hyddor har ofta en storlek varierar allt från 5-8 m² med ett tunt kulturlager medan boplatsytan kan vara upp till 100 X 100 meter där ett kulturlager återfinns och ofta med många  litiska fynd. Organiskt material är beroende av goda bevaringsförhållande, kalkrik mark eller våtmarker. Vinterboplatserna är mindre kända från denna period. Generellt anses Maglemosekulturen vara en inlandsbaserad kultur med boplatser belägna vid åar och sjöar i norra Europas fastland. Förmodligen är detta antagande felaktigt. Man har påträffat flera boreala lokaler under dagens havsyta mellan Skåne och Danmark samt utmed Tysklands och Polens kuster. Med andra ord återfinns de preboreala och boreala gruppernas kustbosättningar under dagens havsyta .På senare år har fynd gjort vid Norje Sunnansund och vid Ljungaviken i västra Blekinge.

## Övrigt
Maglemosekulturens konst känner vi närmast från de fynd som gjorts bland ben och hjorthorn. Motiven omfattar trekanter, snedställda linjer, sick-sacklinjer och längsgående linjer. Mönstren är mer eller mindre flyktiga och tunt inristade, men ändå genomtänkta. Motiven är av stiliserade djur och människor.